# Cierpięta (powiat ostrołęcki)
Cierpięta – wieś sołecka w Polsce położona w województwie mazowieckim, w powiecie ostrołęckim, w gminie Baranowo.
W latach 1975–1998 miejscowość należała administracyjnie do województwa ostrołęckiego.
Wierni Kościoła rzymskokatolickiego należą do parafii Świętego Bartłomieja Apostoła w Baranowie.
We wsi stoi zabytkowa drewniana rzeźba św. Jana Nepomucena ustawiona na słupie. W 2011 w centrum wsi poświęcono nową figurę św. Jana Nepomucena wyrzeźbioną przez kurpiowskiego artystę Andrzeja Staśkiewicza.

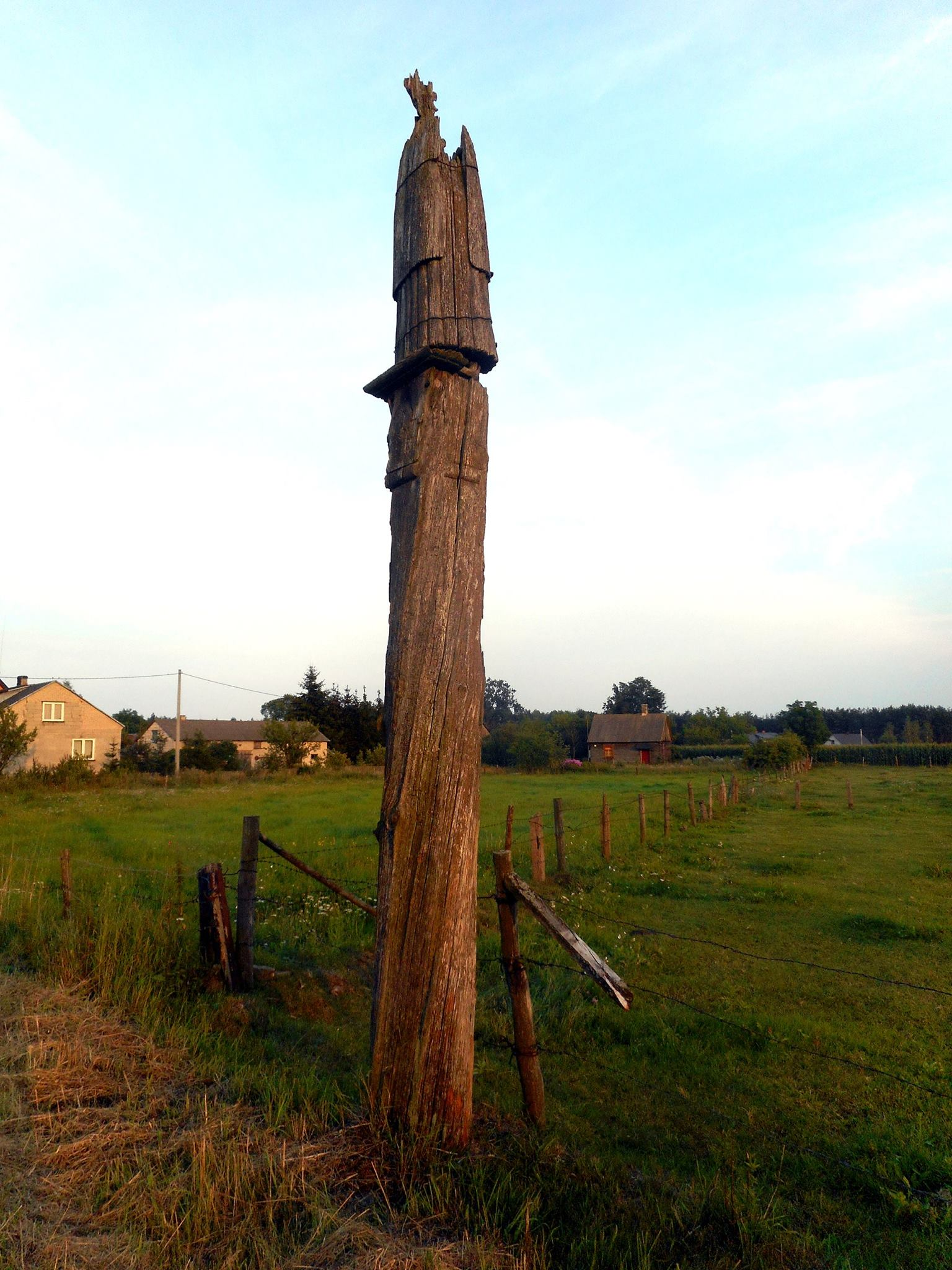
Figura św. Jana Nepomucena (XIX wiek)
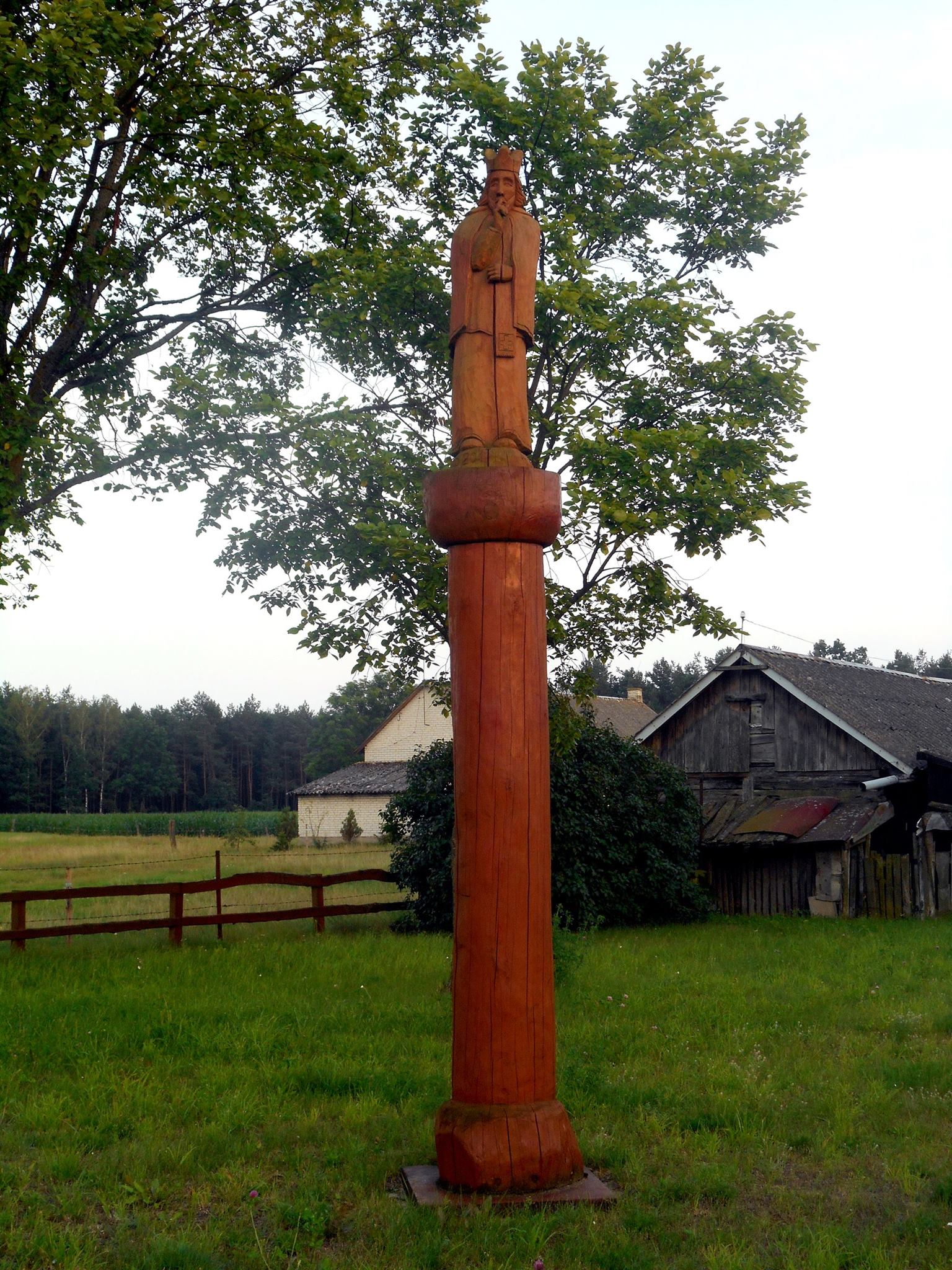
Figura św. Jana Nepomucena z 2011